# Phil Durrant
Phil Durrant (* 1957) ist ein britischer Improvisationsmusiker (Violine, Elektronik) und Komponist, der sowohl in der Londoner Improvisationsszene als auch in der Techno-Underground-Szene arbeitete.

## Leben und Wirken
Durrant erhielt eine klassische Ausbildung als Geiger und Pianist am London College of Music. Seine Teilnahme an den Kursen der Barry Summer School bei Musikern wie Tony Oxley, Derek Bailey und Philipp Wachsmann erschlossen ihm die Improvisationsmusik, woraufhin er sich mit zwanzig Jahren von der klassischen Musik abwandte und als freischaffender Musiker zu arbeiten begann, vor allem im  Londoner Musicians' Collective. Er spielte in diesem Umfeld in Trios mit Brett Hornby und Will Embling (Saxoviotrump) sowie mit Mike Johns und Ross Plotkin. 1978 gehörte er einem Streichquartett aus Philipp Wachsmann, Tony Oxley und Tony Wren an.
1979 begann Durrants Zusammenarbeit mit dem Gitarristen John Russell, mit dem er ein Trio mit dem Saxophonisten Mark Pickworth bildete, der bald durch John Butcher ersetzt wurde; die ersten drei Alben der Gruppe, die Ende der 1980er-Jahre entstanden, brachten Durrant internationale Beachtung. Erweitert um den Schlagzeuger Paul Lovens und den Posaunisten Radu Malfatti trat die Gruppe weiter unter dem Namen News from the Shed auf. In dieser Zeit arbeitete Durrant außerdem als Musiker und Produzent in der englischen Techno-Underground-Szene, u. a. unter den Pseudonymen Excel D, Midi Tribe und Mystical Units, meist mit Francis Powell. Anfang der 1990er-Jahre spielte er außerdem im Chris Burn Ensemble.
In den 1990er-Jahren konzentrierte Durrant seine Aktivitäten auf die Integration von Elektronik in die freie Improvisation und arbeitete mit Tänzern zusammen, wie Susanne Thomas, Maxine Doyle und Gill Clarke. Nach seiner Kooperation mit Schweizer Avantgardeprojekten wie Planet Oeuf und Stringfield (mit Günter Müller und Alfred Zimmerlin) arbeitete er Ende der 1990er-Jahre in Berlin mit Musikern der Formation Phosphor (u. a. mit Burkhard Beins, Ignaz Schick und Michael Renkel). 1997 legte er sein erstes Soloalbum Sowari: Violin & Live Electronics vor.
In den folgenden Jahren arbeitete er in Projekten mit Gail Brand, Cor Fuhler, Gunnar Geisse, Charlotte Hug, Stefan Keune, Hans Koch, Thomas Lehn, Mark Sanders, Pat Thomas, Christofer Varner und Alan Wilkinson.
Im Bereich des Jazz und der Improvisationsmusik war er nach Tom Lord zwischen 1978 und 2006 an 43 Aufnahmesessions beteiligt, außer den Genannten mit Johannes Bauer, Evan Parker und Alexander Frangenheim.

## Diskographische Hinweise
- Concert Moves, 1995
- Sowari: Violin & Live Electronics, 1997
- Secret Measures 1999, mit John Butcher
- Dach, 2001, mit Radu Malfatti